# Unai Nuñez
Unai Nuñez Gestoso (Sestao, 30 de janeiro de 1997) é um jogador de futebol profissional espanhol que atua como zagueiro no Hellas Verona, emprestado pelo Celta de Vigo.
O pai de Nuñez, Abel, também foi jogador de futebol e zagueiro que representou principalmente o Barakaldo durante sua carreira, tendo migrado da Galícia para o País Basco quando jovem. Seu irmão mais velho, Asier, jogou na mesma posição pelo Portugalete.

## Carreira
Nascido em Sestao e criado na vizinha Portugalete, no País Basco, Nuñez ingressou na base do Athletic Bilbao em 2007, aos dez anos. Ele fez sua estreia como profissional no time filial na temporada 2015–16. Em 7 de junho de 2016, Nuñez foi promovido ao time de reservas. Ele imediatamente se tornou titular do time, aparecendo em 33 partidas e marcando três gols durante a temporada.
Em 2 de junho de 2017, Nuñez foi convocado para o time principal para a pré-temporada pelo novo técnico, Cuco Ziganda. Ele fez sua estreia no time principal – e na La Liga – em 20 de agosto, começando em um empate em casa por 0–0 contra o Getafe. Em 30 de outubro de 2017, depois de já ter se tornado titular, Nuñez renovou seu contrato até 2023, com uma cláusula de rescisão de 30 milhões de euros. No dia 31 de março de 2018, ele marcou seu primeiro gol como profissional, marcando na abertura do empate em casa por 1–1 contra o Celta de Vigo.
Depois de fazer 36 jogos na temporada 2017–18, Nuñez jogou muito menos (14 partidas) durante a temporada 2018–19, inicialmente se encontrando como opção atrás de Peru Nolaskoain, bem como Iñigo Martínez e Yeray Álvarez na fila para a vaga na posição.
Em novembro de 2020, ele renovou o contrato até 2025, sem cláusula de rescisão. Durante esse período, ele jogou com frequência devido a lesões sofridas por companheiros de equipe e quando um sistema com três zagueiros centrais foi usado, mas ele voltou ao banco de reservas quando todos estavam em forma e a formação preferida pelo treinador voltou a ser o esquema de dois zagueiros; houve ainda mais competição por uma vaga depois que Daniel Vivian também se juntou ao time.
Em 16 de julho de 2022, Nuñez foi emprestado a outro time da primeira divisão, o Celta de Vigo, para a temporada. Ele atuou regularmente e de forma notável pelo Celta, que aceitou a opção de estender o acordo para uma segunda temporada.
Em março de 2024, o Celta concordou em comprar Nuñez permanentemente do Athletic, por uma taxa estimada em cerca de 10 milhões de euros, efetivada em julho. Em 28 de agosto, no entanto, ele retornou ao Athletic por empréstimo para a temporada.

### Carreira internacional
Em 25 de agosto de 2017, Nuñez recebeu sua primeira convocação para a seleção sub-21 da Espanha. Ele foi convocado para o time principal pelo técnico Robert Moreno em 30 de agosto de 2019, para duas partidas das eliminatórias para a Eurocopa 2020 contra a Romênia e as Ilhas Faroé. Ele fez sua estreia na segunda partida em Gijón em 8 de setembro, entrando no lugar de Sergio Ramos na vitória por 4–0. A boa forma do clube pelo Celta de Vigo o levou de volta à consideração para a seleção em março de 2023, pouco antes de Robin Le Normand obter a nacionalidade espanhola e se estabelecer como titular da seleção.
Ele também jogou pelo time não oficial do País Basco, fazendo sua estreia contra a Costa Rica em novembro de 2020 e marcando o gol da vitória de cabeça nos minutos finais.

## Títulos
Athletic Bilbao
- Supercopa da Espanha: 2021[23]

Espanha Sub-21
- Campeonato Europeu de Futebol Sub-21: 2019[24]